# إرنستو ساباتو
إرنستو ساباتو (بالإسبانية: Ernesto Sabato) ‏ (روخاس، بوينوس ايريس، 24 يونيو 1911 - سانتوس لوجارس، بوينوس ايريس 30 أبريل 2011)، يعد واحد من أهم كتاب أمريكا اللاتينية فقد كان يكتب في مجالي الرواية والمقال بالإضافة إلى كونه عالم فيزياء ورسام. وأما بالنسبة لإنتاجه الأدبي فقد كتب ثلاث روايات: النفق و أبطال ومقابر وأخيرا رواية الجحيم المهلك، كما كتب عدد كبير جدا من المقالات التي لا تحصي وتدور حول الإنسان ووجوديته.

## السيرة الذاتية

### سنواته الأولى
ولد إرنستو ساباتو في الرابع والعشرين من يونيو عام 1911 في مدينة روخاس، مقاطعة بوينس أيرس، الأرجنتين- لأب يدعى فرانسيسكو ساباتو (بالإسبانية:Francisco Sabato)وأم تدعى جيوفانا ماريا فيرارى - وتعود أصوله إلى المهاجرين الأيطاليين من أصل أربيريشي الوافدين من كالابريا. وكان أبوه من قرية فوسالدو وأمه من قرية سان مارتين دى فينيتا (وتقع كلتا القريتين على مقربة من الأخرى. وكان ترتيبه بين أخوته هو العاشر - فقد ولد بعد موت الأبن التاسع بقليل، إرنيسيتو، ولذلك فقد تم تسميته بنفس الاسم - كانت عائلته تنتمى للطبقة الوسطى وقد وصفها سابتو بأنها عائلة «تقليدية وذات هيرركية» وقد تحدث عنهم في أحد كتب السيرة الذاتية فقال: 
 وجدير بالذكر أن أخوه أرتورو كان مدير لشركة البترول الواى بى إف-أثناء حكومة أرتورو فرونديثى وخوان- ووصل ليكون عمدة روخاس. في عام 1924 التحق مرة أخرى بمدرسة روخاس الابتدائية ثم سافر إلى منطقة لابلاتا ليستكمل دراسته الثانوية في مدرسة بلاتا القومية وهناك تعرف بالأستاذ بيدرو هنريكيز أورينيا والذي أشار إليه فيما بعد في كتاباته بأنه يعتبر مصدر إلهامه في مساره الأدبي، كما تعرف هناك أيضا على الكاتب إيزيكيل مارتينيز استرادا.

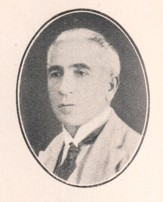
فرانسيسكو ساباتو،والد إرنستو ساباتو،1923

وفي عام 1929 التحق بكلية العلوم الفيزيائية والرياضيات بجامعة لا بلاتا القومية. وكان أحد الناشطين في حركة الإصلاح الجامعية. قام مع كل من هيكتور ب أجوستى، أنجيل هورتادو دى ميندوزاو باولينو جونثالث ألبيردى وآخرين بتكوين مجموعة الإنسوريكست في 1933 وكانت ذات توجه شيوعي. وفي العام نفسه تم اختياره لمنصب السكرتير العام لإتحاد الشباب الشيوعين وفي خلال دورة عن الماركسية تعرف على ماتيلدا كوسمينسكى ريختر -طالبة في السابعة عشرة-والتي تركت منزل والديها لتعيش معه.ولكن في 1934 بدأ يشعر بعدم الثقة في الشيوعية وفي ديكتاتورية لوسيف ستالين وعندما تنبه الحب ذل التغير قررت إرساله لمدة سنتين إلى المدارس الينينية في موسكو وكانت طبقا لكلمات ساباتو «مكان حيث يتعافى الأشخاص أو ينتهى بهم الأمر في معسكرات العمل أو في أحد مستشفيات الأمرض النفسية».
وجدير بالذكر أنه قبل ذهابه إلى موسكو كان قد سافر إلى بروكسل كمندوب للحزب الاشتراكي الأرجنتينى في مؤتمر ضد الفاشية والحرب.وعند تواجده في بروكسل ولخوفه ان يكون ذهابه إلى موسكو بلا عودة ترك المؤتمر وهرب إلى باريس وكان وهناك قام بكتابة أول رواية تحت عنوان المصدر المتغير.وفي عام 1936 عاد إلى بوينس أيرس وعقد زواجا مدنيا على ماتيلدا كوسمينسكى ريختر.

### حياته كباحث علمي
في عام 1938 حصل علي دكتوراه في الفيزياء من جامعة لابلاتا القومية. وكان لبرناندو هوسيه الفضل في حصوله علي منحه دراسيه سنويه لأجراء أبحاث حول الأشعاع الذري في مختبر كورى في باريس.
في الخامس والعشرون من مايو عام 1938 ولد طفله الأول جورج فريدريك.و أثناء عمله في باريس قام بالاتصال بالحركة السورياليه وأيضا أوسكار دومينغيز وبنيامين بريتى وروبرتو ماتا أتشاورن واستيبان فرانسيس وغيرهم. وكان لهذا الاتصال تأثير واضح علي أعماله المستقبلية.
في عام 1939 تم نقله إلي معهد ماساتشوستس للتكنولوجيا (MIT) ولذا قام بمغادرة باريس وكان ذلك قبل أندلاع الحرب العالمية الثانية.

في عام 1940 عاد إلي الأرجنتين من جديد ولكنه كان قد قرر ترك المجال العلمى ولكنه عاد ليخدم كأستاذ في جامعة لا بلاتا. وقال في ذلك الأمر: 
في عام 1943، ويرجع ذلك إلى أزمة وجودية، وقرر أن يتقاعد نهائيا من المجال العلمي لتكريس نفسه للأدب والرسم. حيث قام بتعريف العلم علي انه ليس أخلاقيا لأنه «من الممكن ان يدفع العلم إلي كارثة.». ثم استقر بعد ذلك في بانتانيو، في قرطبة، ليعيش في مزرعة بدون وجود ماء ولا كهرباء ولكن فقط ليتفرغ للكتابة.
في نهاية الحرب العالمية الثانية في عام 1945 ولد ابنه الثاني، ماريو ساباتو، الذي سيصبح مخرجاً سنمائياً مشهوراً.

### حياته كأديب
في عام 1943 ظهر أول أعماله الأدبية وهو مقالاً عن رواية (اختراع موريل) للكاتب أدولفو بيوي كاساريس في مجلة «تيسئو» في لا بلاتا. وأيضا قام بالنشر في جريدة الجنوب لفيكتوريا أوكامبو عن طريق تدخل بيدرو هنريكيز وباتا.و في عام 1942 استمر في النشر وقام بمراجعات لبعض الكتب، وكان مسؤولا عن «التقويم»، وشارك في «بورخيس التعويض» في العدد 94 من مجلة الجنوب.قام بنشر مقالاته في الصحيفة اليومية لا ناسيون وقدم ترجمة ل (ولادة وموت الشمس) ل (جورج جامو). في العام التالي قام بنشر ترجمة ل ABC حول نسبية (برتراند راسل).
في عام 1945 قام بنشر كتابه الأول تحت عنوان، واحد والكون، وأيضاً سلسلة من المقالات الفلسفية التي تنتقد وبوضوح الحياد الأخلاقي للعلم والتحذير من عمليات التجريد من الإنسانية في المجتمعات التكنولوجية.. مع مرور الوقت انتقل نحو مواقف التحررية والإنسانية.في العام نفسه حصل، من خلال هذا الكتاب، على الجائزة الأولى للنثر لمدينة بوينس أيرس وشاح شرف في جمعية الأرجنتين للأدباء والكتاب.في عام 1947، وبسبب الآزمات الآقتصادية الخطيرة، تدخلت (جوليان هكسلي) بتعيينه رئيسا لمنظمة اليونسكو ولكنه لم يستمر بها سوى شهران.
في عام 1948، بعد أن اتخذت مخطوطة روايته للناشرين من بوينس آيرس، والتعرض للرفض من قبل جميع، ونشر في مجلة نفق جنوب، وقال أنها رواية نفسية في صيغة الشخص الأول.
في عام 1951 نشر مقال (للرجال ومعدات الصيد) تحت إشراف الناشر إيمسي وفي السنة التالية في عام 1952، عرض لأول مرة في الأرجنتين فيلم النفق، الأرجنتين من إنتاج سونو، من إخراج ليون كليومفيسكى. وفي عام 1953، ومرة أخرى تم نشر مقال الزندقة تحت أشراف الناشي إيمسي.
في عام 1955 تم تعيينه مراقب من قبل الحكومة علي مجلة (موندو الأرجنتينيه) بحكم الأمر الواقع الذي فرضته ثورة تحرير، وهو المنصب الذي استقال منه في العام التالي بسبب إدانتة لاستخدام التعذيب المسلحين وعمليات إطلاق النار في من عام 1956 . وفي العام نفسه قدم (الوجه الأخر من البيرونيه: وكان عبارة عن رساله ل (مايو أماديو)، من دون التخلي عن الكراهية تجاه شخصية الرئيس السابق خوان بيرون دومينجو، والدفاع عن إيفيتا وأتباعه وهو الموقف الذي اعتبره الكثيرون انتقاد للقطاعات الفكرية الأرجنتينيه، والتي كان أغلبها من المعارضين للحكومة.
في عام 1958، في عهد الرئيس ارتورو فرونديزى، عين ساباتو مدير العلاقات الثقافية في وزارة الشؤون الخارجية. وهو المنصب الذي أستقال منه في العام التالي بسبب خلافات مع الحكومة.
في عام 1961 نشرت روايته حول الأبطال والقبور، التي كانت تعتبر واحدة من أفضل روايات القرن العشرون.و تدور أحداث الرواية حول قصة عائلة أرستقراطية في الأرجنتين، تتخللها قصة حميمة عن وفاة الجنرال خوان لافال، بطل الاستقلال، والحروب الأهلية في القرن التاسع عشر حتى عام 1955.حتى عام 1967 كان هناك أكثر من 120,000 نسخة لهذا العمل، قبل ثلاث سنوات كان قد حصل على لقب فارس الفن والأدب، وهو النظام الذي أنشأه أندريه مالرو.
و تتضمن روايته أيضاً تقرير حول العميان الذين كانوا يقدموا دائماً بشكل منفصل. و هو العمل الذي قام أبنه (مايور ساباتو) بإخراجه كفيلم سينمائي.عام 1965 أطلق ألبومه «رومانسية موت خوان لافال، وغناء الأرواح» مع النصوص من روايته حول الأبطال وقبور وكانت الأغاني من كلماته وموسيقى فالو إدواردو. في نفس العام في مدينة ميلانو، وقد ترجم الكتاب إلى الإيطالية.
في عام 1966، عرضت الناشرة لوسادا الرواية، مقدمة من قبل د. هارلي أوبرهيلمان. في عام 1967 ترجمت روايته، حول أبطال وقبور، إلى اللغة الفرنسية مثل (الكسندرا)، وأيضاً الألمانية، مع مقدمة من قبل (ويتولد جومبرويسك).يعرض بأستمرار (بيدرو هنريكيز وباتا): مقالات ومقتطفات تكريما لأستاذه وصديقه. في عام 1968 نشرت في الافتتاحية الجامعية (دي سانتياغو)في شيلي، وهناك ثلاثة مناهج للأدب من عصرنا هذا.
في عام 1971، نشرت (مفاتيح السياسة) التي تتضمن مناقشات مع مجموعة الذهب ورسائل بين ساباتو وارنستو «تشي» غيفارا. وبدأ يتعاون مع صحيفة (الرأي). في عام 1973، قام بتنظيم مقالاته حول الثقافة الوطنية على مفترق طرق وحصل على جائزة Institut für Auslandsbeziehungen de Stuttgart, الجمهورية الأتحادية الألمانية.
و كانت روايته التالية هي ملاك الجحيم المدمر وهي عبارة عن سيرة ذاتية تأخذ شكل الحكاية والغريب أن ساباتو كان هو نفسه الشخصية الرئيسية وأيضاً قد أخد بعض الشخضيات من روايته حول الأبطال والقبور.في تلك السنة، حصل على الجائزة الكبرى من المجتمع الأرجنتين للأدباء والكتاب (مؤسسة الداوود).
في عام 1975، حصل ساباتو علي جائزة التكريس الوطني للأرجنتين. في عام 1976، حصل على جائزة أفضل رواية الخارجية في باريس، فرنسا، عن روايته ملاك الجحيم المدمر بينما منح جائزة (ميديسي)في إيطاليا.وفي العام التالية، في عام 1978، حصل على الصليب الأكبر للاستحقاق المدني في إسبانيا. في عام 1979 تم تكريمه في فرنسا (كقائد جوقة الشرف). لعام 1970، وقال ساباتو الكاتب «كل ما استطيع قوله أننى تحدثت عن الموضوعات الكبرى في حالة الإنسان: الموت، معنى الحياة، والشعور بالوحدة والأمل وجود الله». في عام 1983، باعتبارها المرثية، وقال: «أنا مجرد كاتب عاش المعاناة بسبب مشاكل عصره، ولاسيما بسبب أمتى وليس لدى عنوان آخر.».
و بناء على طلب من الرئيس راؤول الفونسين، ترأس ساباتو، CONADEP (اللجنة الوطنية للمفقودين)بين عامي 1983 و 1984 وبسبب بحسه المتجسد في كتابة ليس مرة أخرى، فتح الباب لمحاكمة المجالس العسكرية الديكتاتورية في عام 1985.
في عام 1984، حصل على جائزة (سرفانتس)، وهي أعلى جائزة أدبية نظرا إلى الكتاب الناطقين بالإسبانية. وكان الكاتب الأرجنتين الثاني الذي يحصل على هذه الجائزة، بعد خورخي لويس بورخيس في عام 1979. في 21 ديسمبر 1990، في منزله في (الأماكن المقدسة) تزوج من (ماتيلدا كوسمنسكاى ريتشيتر) وتم إعلانه رسميا في حفل أوسكار من قبل المونسنيور (خوستو أوسكار لآجوانا) والمونسنيور (خورخى كاساريتو).
في عام 1995 توفي ابنه جورج فريدريك في حادث سيارة. وفي عام 1997 حصل على الجائزة (الدولية مينييز بيلايو الحادية عشرة).و30 سبتمبر 1998 توفيت زوجته، ماتيلد، وقام بنشر مذكراته تحت عنوان (قبل النهاية).و في الرابع من يونيو عام 2000 قدم كتابة (المقاومة) علي الصفحة الإلكترونية الخاصة ب (كلارين) علي شبكة الأنترنت ليكون بذلك أول كاتباً باللغة الإسبانية يقوم بنشر كتاب له علي شبكة الأنترنت بدل من طباعته علي الورق، وتم بعد ذلك إطلاق النسخة الورقية منه في 16 من يونيو لنفس العام.في عام 2002 حصل على الميدالية الذهبية من دائرة الفنون الجميلة في مدريد وعلى وسام الشرف من جامعة كارلوس الثالث في نفس البلد.
في عام 2004، في احتفال مشحون بالعاطفة، تم تكريم من قبل المؤتمر الدولي الثالث للغة الإسبانية في وجود (دي كريستينا كيرشنر) و (خوسيه فرنانديز ساراماجو) ثمكرم أيضاً من (الأكاديمية الإسبانية الملكية)و في عام 2005 كرم أيضاً في الكلية الوطنية في (لا بلاتا).
منذ عام 1945 أقام في (الآماكن المقدسة) في مقاطعة بوينس أيرس وكان لا يفعل شيئا سوى الرسم حتى منعه الطبيب من الرسم وأيضاً الكتابة.و منذ عام 2005 لم يغادر منزله وكان يعيش حياة روتينية ويساعده عدد من الممرضات اللآتي يعددن له الطعام ويقرآن له في المساء حتى ينام.وكان هذا بسبب تقدم العمر به حيث وصل ل (99 عاماً).
في 11 فبراير 2009 رشح للمرة الثالثة من قبل الأكاديمية السويدية كمرشح لجائزة نوبل للآداب في عام 2009 جنبا إلى جنب مع أيالا الكاتب الإسباني (فرانسيسكو) و (ميغيل ديلبس).

### وفاته

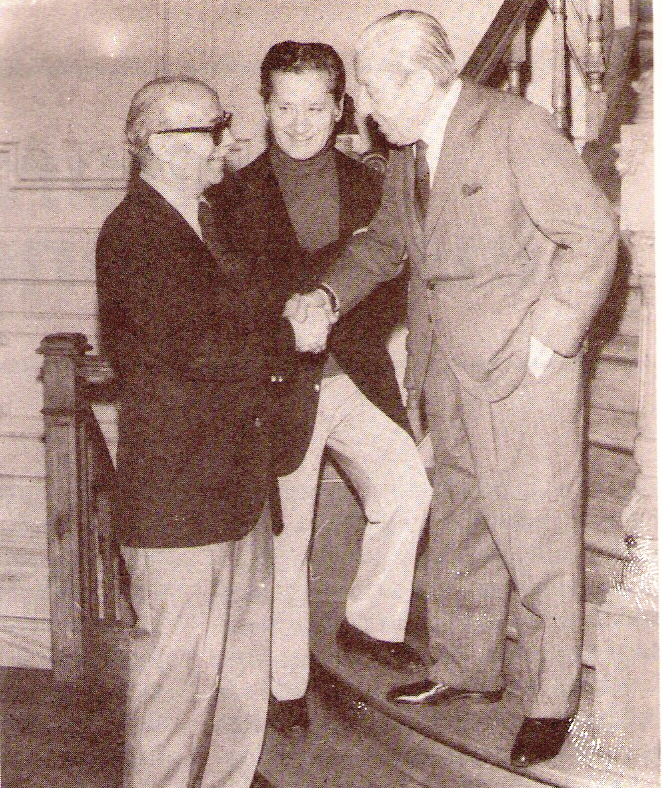

توفي في منزله في سانتوس لوجارس في الصباح الباكر من يوم 30 من إبريل عام 2011 قبل أن يكمل المائة عام بخمسة وخمسون يوماً، وذللك بسبب الالتهاب الرئوي الناتج عن التهاب الشعب الهوائية التي أصابته لبضعة أشهر (وكان يعانى أيضا من مشاكل خطيرة في الرؤية).
وكما ذكر ذويه (أقاربه) أنهم سهروا في اليوم نفسه مع جثته قبل دفنها بسبعة عشرة ساعة في نادى (المدافعين عن الأراضي المقدسة) Defensores de Santos Lugares وقاموا بدفنه في مقبرة حديقة السلام في (بيلار)، بعد إقامة قداس في الكنيسة والذي أجراه المطران جورج كاساريتو بالرغم من أن وصيتة الأخيرة كانت أن يدفن في حديقة منزله وأن يرسلوا له الزهور. وحضر جنازتة العديد من الشخصيات الهامة مثل ماغدالينا رويز جوينياسو، فرانسيسكو دي نارفيز، غراسييلا فرنانديز، جون كار، ألفونسين ريكاردو وفيلماس دانيال.
من جانبها قامت الرئيسة (كريستينا فرنانديز دي كيرشنر) بأرسال تعازيها لعائلة وأيضا اكليلا من الزهور. وتأكد خبر وفاته من قبل معاونته له الفيرا غونزاليس، التي كانت قد أعلنت: «لقد كان يعاني منذ بعض الوقت، ولكنه كان يتمتع فيبعض الأوقات بصحة جيدة، وخصوصا عندما كان يستمع إلى الموسيقى.».
وتزامنت وفاته مع الاحتفال بمدينة بوينس أيرس عاصمة عالمية للكتاب 2011، وأيضاً تزامنت مع (تطور الطبعة السابعة والثلاثون للمعرض الدولي للكتاب) في بوينس آيرس. وبعد يوم واحد تلقي إشادة مشترك لشخصه وبيوي كاساريس في قاعة بورخيس من معرض الكتاب، من قبل المعهد الثقافي في معرض الكتاب الذي عقد في بوينس أيرسو . وما تزال التحضيرات للأحتفال بالذكرى المئويه لميلاده جاريه حتى الآن.

### تداعيات حدثت عقب موته
وقد وصفت الصحافة علي الفور وفاة ساباتو قائلة:(أنه موت للرجل الذي تخطى الأدب ليصبح رمزاً لعودة الديوقراطية للأرجنتين. وفي غلاف عددها ليوم 30 من إبريل، أطلقت عليه صحيفة البأيس الإسبانية:(آخر كلاسيكى للأدب الأرجنتينى). وأيضا أطلقت عليه صحيفة الموندو الإسبانية:(الناجى الأخير من كتاب الأرجنتين العظماء).
وقال ريكاردو خيل لافيدرا، الذي انضم إلى المحكمة التي حاكمت المجالس العسكرية، بعد ساعات قليلة من وفاة ساباتو: «كان شخصية رمزية».وأيضا قال ليون ارسلانيان (لقد كانت له مساهمة هامة للغاية CONADEP وكان لها أثرها). وفي وقت لاحق، كان لدينا الفرصة للتحدث، حيث كانت نظرته دائما مأساويه، نستطيع استنتاج الرعب الذي كان يترك أثرة بطريقة ما.
وفي مواقع التواصل الاجتماعى تكررت وبسرعه الرسائل المتعلقة بالذكريات والتجارب والعبارات الخاصة بالكاتب. وكان الأكثر تسجيلاً بعد دقائق قليلة من موته هي مقولته (الحياة قصيرة جدا، والفرصة لعيشها صعبة جدا وعندما تبدأ بفهمها تموت).
و في الرابع والعشرون من شهر يونيو عام 2011، في ذكرى عيد ميلاد الكاتب، قامت مدينه بوينس أيرس بتكريمه ضمن سلسلة من الأنشطة التي نظمتها وزارة الثقافة هناك. وقاموا بقرأت مقتطفات من كتبه في مختلف المجالات وأيضا برج بابل (مارتا مينوخين). علاوة علي ذلك، فقد أعلن أبنه ماريو ساباتو أنه سيتم تجديد منزل والدة استعداداً لتحويله إلي متحف والذي سيتم أفتتاحه في 2012.
و أيضا قامت وزارة الثقافة بوضع صورة كبيرة للكاتب علي قطعة قماش بلغ عرضها 88 متراً وعرضها 34 متراً ووضعوها علي مبنى لا بلاتا في (سريتو) ولاتزال موجوده حتى وقتنا هذا.

## نشاطه وايدوليجيته السياسة
في شبابه، كان ساباتو أحد نشطاء الحزب الشيوعي ، حيث أصبح الأمين العام لاتحاد الشباب .في وقت لاحق أبصبح بعيداً عن الشيوعية الماركسية ، وخاب امله من الاتجاه الذي اتخذته الحكومة من (ستالين) في الاتحاد السوفياتي.
كان ساباتو الذام للبيرونيه واحد من اولئك الذين قدموا تفسيرا للحكومة عن الجينرال خوان دومينيو بيرون عقب الأطاحة بفترة ولايته الثانية. وقد نشر هذا المقال تحت عنوان (الوجة الآخر للالبيرونيه) عام 1956. في هذا المقال أنتقد ساباتو البيرونيين قائلاً: محرك التاريخ هو الآستياء، كما في حالة الأرجنتين، الذي تراكم حتى شكل الجرثومية البيرونية.

## أعماله

### الروايات

- النفق (1948)
- عن الأبطال والقبور (1961)
- ملاك الجحيم المبيد (1974)

### المقالات
- واحد والكون (1945)
- الرجال والعتاد (1951)
- الزندقة (1953)
- حالة ساباتو. التعذيب وحرية الصحافة. رسالة مفتوحة إلى الجينرال أرمبورو (1956)
- الوجه الآخر للالبيرونية (1956)
- الكاتب وأشباحه (1963)
- التانغو، ومناقشة ومفتاح (1963)
- رومانسية موت خوان لافال. (1966)
- ما يعنيه بيدرو هرناندز أورينيا (1967)
- النهج المتبع في الأدب في عصرنا: روب-جرياتو، بورخيس، سارتر (1968)
- الثقافة الوطنية في مفترق الطرق (1973)
- المحادثات مع خورخي لويس بورخيس (1976)
- الاعتذار والرفض (1979)
- الكتب ومهمتها في إطلاق السراح والتكامل في أمريكا اللاتينية (1979)
- ليس مرة أخرى. تقرير من اللجنة الوطنية للمفقودين (1985)
- بين الحرف والدم (1988)
- قبل نهاية (1998)، ذكريات.
- المقاومة (2000)
- إسبانيا في أيام شيخوختي (2004)

## وصلات خارجية
- إرنستو ساباتو على موقع IMDb (الإنجليزية)
- إرنستو ساباتو على موقع الموسوعة البريطانية (الإنجليزية)
- إرنستو ساباتو على موقع مونزينجر (الألمانية)
- إرنستو ساباتو على موقع ميوزك برينز (الإنجليزية)
- إرنستو ساباتو على موقع إن إن دي بي (الإنجليزية)
- إرنستو ساباتو على موقع ديسكوغز (الإنجليزية)
- إسمي إرنستو، مقتطفات من كتاب قبل النهاية، إلباييس.
- فيديو وفاة إرنستو ساباتو.